# 汪榮祖
汪榮祖（1940年3月7日—），原籍安徽旌德，生於上海，長於台灣。國立臺灣大學歷史學系畢業，美國西雅圖華盛頓大學歷史學博士，蕭公權之學生。2003年2月任國立中正大學講座教授。2008年任國立中央大學講座教授。

## 评价
汪氏是早期少數研究陳寅恪的專家，著有《史家陳寅恪傳》一書，對陳寅恪的學術成就作了全面的評述。经过三十余年不断增修，《史家陈寅恪传》从最初本之7万字，到现在版本有20万字。
與汪合著《蔣介石評傳》的李敖對汪榮祖如此評價：“台大歷史系老同學汪榮祖是我最佩服的歷史學者。在我眼中，成為歷史學者除了對歷史在行外，還得有偉大的正義感——兩者兼備者，榮祖要列前茅。”2009年，李敖在《李敖語妙天下》節目中也曾批評過汪「迴避」有關美國歷史相關的主題、「不願」與李合著有關批判美國歷史的書，認為汪的正義感只對蔣介石，甚至開玩笑地說：「榮祖在這一個單項上(指合著書這一方面)，是我李敖的敵人。」

## 著作
- 《史家陳寅恪傳》，香港：波文，1976；台北：聯經，1984初版、1997增訂。2005年由北京大學出版。2016年三版聯經出版。
- 《晚清變法思想論叢》，台北：聯經，1984；另題《從傳統中求變：晚清思想史研究》。
- 《康章合論》，台北：聯經，1988。
- 《史傳通說》，台北：聯經，1988、1994。
- 《走向世界的挫折：郭嵩燾與道咸同光時代》，台北：東大書局，1991。
- 《章太炎研究》台北：李敖出版社，1991；陸版《章太炎散論》 (2008)有刪節。
- 《康有為》台北：東大，1998
- 《蔣介石評傳》（與李敖合著），台北：商周，1995
- 《學林漫步》，天津：百花文藝，1998。
- 《史學九章》，台北：麥田，2002。
- 《追尋失落的圓明園》，台北：麥田，2004。
- 《一個歷史學家的歷史：何炳棣著《讀史閱世六十年》書後》，《傳記文學》，2004年9月
- 《詩情史意》，台北：麥田，2005。
- 《書窗夢筆》，台北：麥田，2006。
- 《學人叢說》，北京：中華書局，2008。
- 《蕭公權學記》，黃俊傑合編，台灣大學出版，2009年6月
- 《安娜史學八十年回顧與反思》，《台法霸權史學八十年》，盧建榮主編，台北：時英出版，2009年11月
- 《明清史叢說》，廣西師範大學出版社，2013年6月
- 《槐聚心史─錢鍾書的自我及其微世界》，國立臺灣大學出版中心，2014年6月。2016年修訂一版。
- 《清帝國性質的再商榷：回應新清史》，台北：遠流，2014年4月。
- 《閱讀的回響－汪榮祖書評選集》，上海：文匯，2017。

## 外部連結
- 汪榮祖在國立中央大學的網頁 （页面存档备份，存于）